# Sarajevo - Romanija
Sarajevo - Romanija je jedním ze sedmi regionů Republiky srbské v Bosně a Hercegovině. Také se často používá i název Sokolac.

## Charakter regionu
Region leží na východě země, a zahrnuje i srbská předměstí hlavního města země Sarajevo. Jeho název pochází podle hory Romanija, která zde se také nachází. Jeho největším městem je Pale, ležící na východ od hlavního města. Celá oblast je hornatá, nevhodná pro zemědělství. Obyvatelé jsou Srbové, není tu žádná železnice, pouze řídká silniční síť a velmi málo průmyslu ještě z předválečné doby.